# Ken Buchanan
Ken Buchanan (ur. 28 czerwca 1945 w Edynburgu, zm. 1 kwietnia 2023) – szkocki bokser, zawodowy mistrz świata kategorii lekkiej.

## Kariera amatorska
Jako amator dwukrotnie wziął udział w mistrzostwach Europy. W Moskwie (1963) przegrał pierwszą walkę w wadze koguciej, a dwa lata później w Berlinie (1965) zdobył brązowy medal w wadze piórkowej, przegrywając w półfinale z późniejszym mistrzem Stanisławem Stiepaszkinem.

## Kariera zawodowa
Rozpoczął karierę boksera zawodowego w 1965. Do końca 1969 wygrał wszystkie 33 walki, jakie stoczył. Zdobył w tym czasie tytuły mistrza Szkocji i mistrza Wielkiej Brytanii w wadze lekkiej. A ze znanych bokserów pokonał Frankiego Narvaeza (2 stycznia 1969 w Londynie na punkty). 29 stycznia 1970 w Madrycie zmierzył się o wakujący tytuł mistrza Europy EBU z Miguelem Velázquezem, ale przegrał po 15 rundach na punkty.
26 września 1970 w San Juan Buchanan zdobył tytuł zawodowego mistrza świata federacji WBA w wadze lekkiej po wygranej z dotychczasowym mistrzem Ismaelem Laguną (Laguna został wcześniej pozbawiony tytułu federacji WBC). 12 lutego 1971 w Los Angeles spotkał się w obronie tytułu WBA oraz w pojedynku o wakujący tytuł WBC z Rubenem Navarro, który zastąpił pierwotnie wyznaczonego Mando Ramosa. Buchanan wygrał na punkty i został uniwersalnym mistrzem świata, jednak już w czerwcu tego roku został pozbawiony pasa WBC, ponieważ zakontraktował rewanżową walkę z Laguną zamiast z Pedro Carrasco. Wcześniej 11 maja pokonał w towarzyskiej walce byłego mistrza świata wagi junior półśredniej Carlosa Hernándeza. 13 września 1971 w Madison Square Garden w Nowym Jorku Buchanan pokonał na punkty Lagunę, który po tej walce zakończył karierę.
26 czerwca 1972 zmierzył się w Madison Square Garden w obronie tytułu z Roberto Duránem z Panamy. Buchanan był faworytem, ale Durán powalił go już w 15 sekundzie 1. rundy, a później przeważał w kolejnych. Na koniec 12. rundy, gdy atakował Buchanana opartego o liny, nie usłyszał gongu kończącego rundę i kontynuował zadawanie ciosów. Arbiter natychmiast odciągnął go od rywala, ale wówczas Buchanan upadł reklamując za niski cios. Sędzia ringowy, który był tuż obok pięściarzy, uznał, że cios był prawidłowy i ogłosił wygraną Durána przez techniczny nokaut w 13. rundzie.
20 września tego roku w Nowym Jorku Buchanan pokonał byłego długoletniego mistrza świata wagi lekkiej Carlosa Ortiza (była to ostatnia walka Ortiza). W 1973 wygrał m.in. z przyszłym mistrzem świata Jimem Wattem, a 1 maja 1974 w Cagliari zdobył tytuł mistrza Europy EBU po wygranej z obrońcą pasa Antonio Puddu przez techniczny nokaut w 6. rundzie. Obronił ten tytuł wygrywając 16 grudnia 1974 w Paryżu z Leonardo Tavaresem przez TKO w 14. rundzie. 27 lutego 1975 w Tokio próbował odzyskać tytuł mistrza świata WBC w wadze lekkiej, ale przegrał jednogłośnie na punkty z Gutsem Ishimatsu. 25 lipca tego roku w Cagliari obronił tytuł mistrza Europy po wygranej z Giancarlo Usaim przez TKO w 12. rundzie i ogłosił zakończenie kariery. Powrócił jednak na ring w 1979. Po wygraniu dwóch walk zmierzył się 15 maja 1980 w Brøndby o pas mistrza Europy wagi lekkiej, ale przegrał z Charliem Nashem. Ostatecznie wycofał się z ringu w 1982.
Późniejsze życie nie ułożyło się Buchananowi. Musiał pracować jako cieśla i utrzymywał się z zasiłku dla bezrobotnych. W 2022 roku zdiagnozowano u niego demencję.
Został wybrany w 2000 do Międzynarodowej Bokserskiej Galerii Sławy.